# Sorcy-Saint-Martin
 Sorcy-Saint-Martin  es una población y comuna francesa, en la región de Lorena, departamento de Mosa, en el distrito de Commercy y cantón de Void-Vacon.

## Demografía
| 1246 | 1161 | 1018 | 1027 | 994 | 953 |
| Para los censos de 1962 a 1999 la población legal corresponde a la población sin duplicidades (Fuente: INSEE [Consultar]) |      |      |      |     |     |